# Rouged Lips
Rouged Lips è un film muto del 1923 diretto da Harold M. Shaw. La sceneggiatura, firmata da Tom J. Hopkins, si basa su Upstage, racconto breve di Rita Weiman pubblicato di su Cosmopolitan Magazine nell'ottobre 1922.

## Trama
Norah MacPherson, una ragazza rimasta orfana, vive modestamente, facendo molte economie. Un giorno, incontra James Patterson, un ricco giovanotto che le trova un lavoro come chorus girl. I due si innamorano e lei, per ben apparire, spende tutti i suoi soldi in bei vestiti. Ma quando poi si presenta adorna addirittura di un vezzo di perle, James - geloso - finisce per credere che la collana le sia stata regalata da un amante. Si renderà però ben presto conto che Norah è una ragazza onesta e che i suoi sospetti erano infondati: le perle, infatti, non erano altro che delle imitazioni. La verità fuga ogni brutto pensiero e l'amore riporta l'armonia tra i due innamorati.

## Produzione
Il film fu prodotto dalla Metro Pictures Corporation.

## Distribuzione
Il copyright del film, richiesto dalla Metro Pictures, fu registrato il 17 settembre 1923 con il numero LP19415. Il 20 agosto 1923, il film fu presentato in prima a New York. La Metro Pictures lo distribuì nelle sale degli Stati Uniti il 17 settembre 1923.
Non si conoscono copie ancora esistenti della pellicola che viene considerata presumibilmente perduta.